# Qendër Tomin
Qendër Tomin é uma comuna (em albanês:  komuna) da Albânia localizada no distrito de Dibër, prefeitura de Dibër.